# Anarquismo en Argelia
El anarquismo en Argelia se refiere a la historia del movimiento anarquista durante y después de la colonización francesa en Argelia.

## El período colonial

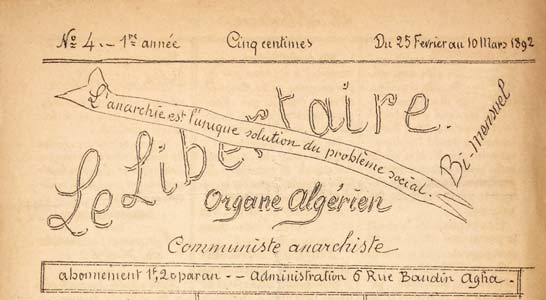
Le Libertaire, órgano anarquista argelino editado por Jean Faure

Hacia fines del siglo XIX numerosos grupos de activistas políticos (emigrantes o exiliados de origen europeo) reivindicaron el anarquismo y, en su mayor parte, editaron sus periódicos en la Argelia colonial.
A pesar de su deseo de difundir la ideología anarquista a toda la población de Argelia, el movimiento anarquista era predominantemente europeo. Los escritores de artículos, los suscriptores y los suscriptores de la prensa libertaria en Argelia eran en su gran mayoría europeos. Y no fue hasta la década de 1920 que los activistas de origen argelino se unieron al movimiento, aunque de todos modos su número era insignificante.

### La prensa anarquista
El primer periódico que se reivindicaba de ideología anarquista fue L'Action révolutionnaire, publicado en 1887. En ese mismo año, Élisée Reclus participó en reuniones con anarquistas establecidos en Argelia con el objetivo de fundar un movimiento obrero local. En ese entonces, algunos libertarios veían con cierta simpatía esta emigración hacia África, con el propósito de hacer "propaganda revolucionaria."
En 1890 se fundó el hebdomadario Le Tocsin, "órgano socialista revolucionario", donde se reproducían artículos de Kropotkin, Paul Lafargue, Louise Michel, Octave Mirbeau, Eugène Pottier y Georges Darien.
Entre el 27 de enero y el 10 de abril de 1892, Jean Faure publicó en Argelia Le Libertaire, "órgano anarco-comunista argelino", del cual se publicaron siete números, difundiéndose por toda la costa africana desde Orán a Sfax. Además del anuncio de algunas reuniones públicas, muy pocos de los artículos tratan sobre la situación de Argelia o el movimiento obrero local. Los textos se refieren principalmente al antimilitarismo, las desigualdades sociales, la explotación salarial, la Comuna de París.
Otras publicaciones efímeras también surgieron por esos años. El 15 de enero de 1893, salió el único número de La Marmite sociale, "órgano anarquista que aparece en fechas irregulares", con un extracto de Palabras de un Rebelde de Kropotkin. En 1904, dos números de Réveil de l’esclave, "periódico sindicalista libertario".
Más importante fue en 1906 y luego en 1909 y 1910, la publicación de La Révolte, cuyo epígrafe dice: « Nuestro enemigo es el patrón », dirigido por Maurice Gilles, con la colaboración de Eugène Bizeau . Se publicaron una de números. Ya en 1922 se publicó un único ejemplar de Bulletin du groupe anarchiste d'Alger.  Entre 1923 y 1926, Le Flambeau, "órgano anarquista del norte de África", publicó treinta y nueve números, a pesar de un hiato de nueve meses en 1925, después de las detenciones de varios anarquistas en Argel debido a la guerra del Rif. Fueron notorias las numerosas contribuciones de Eugène Bizeau, Henri Zisly y la participación de una docena de editores argelinos, incluido Sail Mohamed. El periódico tenía una plataforma: "Preguntas coloniales" en la mayoría de los temas, donde se denunciaba el colonialismo, el código de los nativos, el papel dañino de la religión, etc.

### Sail Mohamed

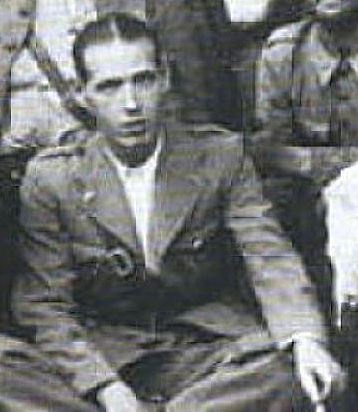
Sail Mohamed en 1935

En julio de 1926, en un artículo titulado "Colonización" y publicado en The Flambeau, Sail Mohamed lanzó un llamado para unirse al movimiento revolucionario: "Hacemos un llamamiento a los nativos de Argelia; les suplicamos que abran sus ojos y miren hacia adelante. Les pedimos que se unan a los grupos de ideas avanzados. ¡Enséñenles a sus hijos el derecho a rebelarse contra los tiranos coloniales! Para lo cual, tiene que instruirse. Que recuerden que la resignación es el peor de todos los males, y que la única forma de salir de la esclavitud es la unión contra el opresor colonial."
Los nativos argelinos no tendrán voz propia hasta 1924, gracias al periódico  Le Trait d’union franco-indigène, "órgano de defensa y reivindicación de los nativos argelinos".

### Los grupos anarquistas
En 1890, tres grupos anarquistas son atestiguados por un informe de la policía de Argel. A principios de junio se creó un Círculo de estudios sociales titulado "Réveil abstentionniste" en Bab El Oued que tenía por finalidad la organización de reuniones públicas. El mismo año, apareció un grupo denominado "Le Tocsin" dedicado a la difusión del periódico homónimo, pero también vinculado a la gestión de una biblioteca militante. Finalmente, existía un grupo anarquista en Boufarik en 1890.
En 1892, según lo que deduce de la lectura de Le Libertaire, se revela la presencia de varios grupos en Argelia. Organizan una conmemoración de la Comuna de París (1871). En 1901, había agrupaciones anarquistas en Argel y en Mustapha. Estos grupos se negaron a enviarle sus mandatos al Congreso Socialista argelino de 1901. Una octavilla de octubre de 1901 indica sus posiciones: para la creación de un Comité revolucionario y con un solo objetivo: "la Revolución social ". En 1904, un "Groupe de propagande libertaire" estuvo presente en Argel vinculado al sindicalismo revolucionario argelino de la Université Populaire. Entre 1905-1907, tuvo también actividad el grupo " Les Précurseurs " (de Maurice Gilles) en Argel, que se reunía en la Maison du Peuple d'Alger (Casa del Pueblo de Argel).

### Le Flambeau
En 1923, apareció el "periódico de los Grupos libertarios de África del Norte ", Le Flambeau (La Antorcha), donde los anarquistas argelinos pretendían querer coordinar a los libertarios del Magreb en una sola y única agrupación política: "Le Flambeau tiene la ambición de unir a todos los compañeros anarquistas de nuestra región, diseminados de todas partes en el seno de una joven y vital federación anarquista en el África septentrional francesa y de intensificar más que nunca la propaganda anarquista ". Con el fin de permitir la difusión del periódico, fue creada una asociación: Les Amis du Flambeau (los Amigos de la Antorcha), de una quincena de miembros. En noviembre de 1924, se realizó el congreso de la  Fédération Anarchiste Algérienne (Federación Anarquista argelina). Se hizo una propuesta para dirigir y acercarse a los trabajadores de Argelia mediante "charlas, conferencias, constitución de grupos de barrios y folletos (...) Para revitalizar el grupo de Argel". En abril de 1925, Le Flambeau publicó en su número 28, un artículo sobre "El movimiento anarquista en Argelia": "desgraciadamente no hay todavía en Argelia, un movimiento anarquista que llegue profundamente a las masas laboriosas al igual que la propaganda comunista, socialista o simplemente sindicalista ". En 1926, hizo aparición la Fédération Libertaire d'Afrique du Nord, con dos grupos: el Grupo libertario de Argel y el Círculo Libertario "Concordia" de Orán. Después de tres años de existencia, el movimiento no había conseguido desarrollarse sobre el suelo argelino y todavía menos en Marruecos o en Túnez. Le Flambeau cesó su aparición repentinamente.

## El movimiento libertario y la lucha de liberación nacional argelina
En Francia, el movimiento libertario se dividirá, o incluso se opondrá, a las guerras de descolonización y más particularmente a la guerra en Argelia. Se dieron dos posiciones en el movimiento: una sostenía que el ejército colonialista y el pueblo alzado para su independencia eran ambos nacionalistas y estaban sujetos a líderes, por lo cual no había que tomar partido por ninguno. La otra posición consideraba que una guerra colonial, es decir, la lucha de un pueblo por la independencia, constituía un fenómeno complejo en que intervenían en el conflicto intereses nacionalistas e intereses de clase. Según los que apoyaban esta segunda posición, había que tener en cuenta que el pueblo que se levanta tiene los mismos adversarios que los explotados del país colonizador; siendo así  un análisis desde la clase permitía así fundar una solidaridad anticolonialista que podía tener una generación de revolucionarios tanto en la metrópoli como en el país que luchaba por su independencia.

### La Fédération anarchiste
La guerra de Argelia suscitó la hostilidad de los anarquistas sintetistas de la Federación anarquista, esencialmente por su antimilitarismo: la negativa al servicio militar y la defensa de la objeción de conciencia. Así como lo hicieron en el momento de la empresa colonial italiana en Etiopía, se opusieron a la guerra anticolonial por su pacifismo libertario. Así la Federación anarquista, condenando la guerra, pone en un mismo plano a los nacionalismos franceses y argelino. Le Monde Libertaire apelaba a una resistencia común de ambos pueblos a sus explotadores comunes: el FLN que luchaba por la independencia del pueblo argelino era puesto así a la misma altura que el poder colonial.
Si bien era hostil hacia el colonialismo francés, como todos los anarquistas, Maurice Joyeux lo era también contra la guerra de independencia, viendo allí sólo una revolución burguesa: " estamos contra el colonialismo porque defendemos el derecho de que cada uno disponga de sí mismo. Estamos contra la guerra de Argelia porque pensamos que los trabajadores no tienen nada que ganar en esta guerra. Pero esta postura contra la guerra de Argelia no puede ser, en ningún caso, una aprobación del FLN. En Argelia, los hombres no luchan por su liberación sino para darse a nuevos dueños. Y la experiencia nos supo enseñar que, cuando el pueblo tomaba partido por uno u otro de los clanes que lo explotaban, la victoria final de uno de ellos lo volvía a sujetar, durante años, con sus cadenas."
Sin embargo, el debate siguió en el seno de la Federación anarquista donde, en mayo de 1961, se publicó en su Bulletin intérieur, un texto firmado por André Devriendt y titulado " Los anarquistas se dirigen a los revolucionarios argelinos ", que calificaba la guerra de liberación nacional de Argelia como de "revolución": " más allá de las divergencias que su evolución puede originar y críticas que se puede hacerle, la revolución argelina alumbra el mundo de una luz demasiado viva y demasiado rica de promesas para que los anarquistas no estimen deber considerarse en entera solidaridad con ella ". Esta revolución era analizada como una insurrección en el marco de la solidaridad internacional de los trabajadores. Era un sinónimo internacionalista de lo que los argelinos entendían por "revolución", es decir, una guerra de liberación nacional, una revolución anticolonial, pero reformulada en términos anarquistas.
Después de la publicación del "Manifiesto de los 121", firmado entre otros por Maurice Joyeux, la Federación Anarquista adoptó un punto de vista más matizado: "hicieron una guerra de independencia nacional. ¿ Y cómo podía ser de allí de otro modo? ¿Acaso esto quiere decir que hacemos nuestra teoría marxista según la cual pueblo obligatoriamente debe pasar por el estadio la independencia nacional para volverse luego contra su burguesía? Estamos persuadidos que esta etapa puede ser saltada."

### El Manifiesto de los 121
El 6 de septiembre de 1960, se publicó el "Manifiesto de los 121", titulado "Declaración sobre el derecho a la insumisión en la guerra de Argelia". Estaba firmado por varias personalidades de la esfera de influencia libertaria: Maurice Joyeaux, Daniel Guérin, Robert Louzon, Charles Vildrac, que fue al inicio del siglo XX, uno de los animadores de la comuna libertaria de Créteil y un apóstol de la pedagogía libertaria.

### La Fédération Communiste Libertaire
La Federación Comunista Libertaria representaba la corriente plataformista del movimiento libertario francés. Suplantó a la antigua Federación Anarquista después del Congreso de Burdeos de 1953. Editaba el periódico Le Libertaire. A partir de noviembre de 1954, la FCL se comprometió con el "apoyo crítico" a los separatistas argelinos. El 11 de noviembre, apenas una docena de días después de la Toussaint rouge,  en Le Libertaire (n.º 404)  se publicó en su editorial "¡Larga vida a la Argelia libre!". Las paredes de París se cubren con afiches rojos "¡Larga vida a la Argelia libre! Firmado por la FCL.
De acuerdo con el Mouvement National Algérien (Movimiento Nacional argelino - MNA) de Messali Hadj, el FCL envía a uno de sus militantes, Pierre Morain, al norte dónde, el 1 de mayo de 1955, participa en Lille de los enfrentamientos violentos sobrevenidos en el momento de la manifestación entre las fuerzas del orden y los trabajadores argelinos portadores de banderolas que reclamaban "Argelia libre". El 8 de diciembre, es acusado de "ofensa a la seguridad exterior del Estado" en consecuencia de un artículo anticolonialista aparecido antes de su encarcelamiento en Le Libertaire. Será finalmente liberado sólo en marzo de 1956. En verano de 1957, los servicios de policía desmantelaron definitivamente el FCL, víctima de la gran actividad de sus militantes contra la guerra de Argelia.

### Los Groupes Anarchistes d'Action Révolutionnaire
Surgieron como una escisión de la FCL reforzados por la incorporación de militantes de otras organizaciones, tuvieron una posición más vinculada al anticolonialismo. Editaron el periódico Noir et Rouge. Este periódico abordaba desde un punto de vista alejado a la tradición anarquista cuestiones como el nacionalismo, emancipación nacional en el Tercer Mundo, incluso distinguiendo entre un nacionalismo instalado por las sociedades viejas y capitalistas, y un nacionalismo reivindicatorio de las sociedades dominadas desde donde emergería un nuevo internacionalismo.
Noir et Rouge expresó su apoyo a las fuerzas que "trabajan para la destrucción del colonialismo francés en Argelia " y su solidaridad al pueblo argelino: "negando el nacionalismo como el imperialismo, no podemos confundir a sabiendas al explotador y el explotado, el opresor y el oprimido. Para nosotros, los anarquistas sólo pueden ser partidarios convencidos de la destrucción del colonialismo francés en Argelia. [...] moralmente podemos estar sólo con pueblo argelino combatiente."
El GAAR se negaba a equiparar los nacionalismos argelinos y franceses porque esto habría vuelto a garantizar la conquista y la ocupación de Argelia. A pesar de tomar una cuidadosa distancia con el FLN, este último era acusado no sin razón de tener una postura antilibertaria y autoritaria.